# Слабке гравітаційне поле
Рівняння Ейнштейна, виведене із принципів загальної теорії відносності:
{\displaystyle (1)\qquad R_{ij}-{R \over 2}g_{ij}=kT_{ij}}
є нелінійним диференціальним рівнянням другого порядку щодо невідомих компонент метричного тензора {\displaystyle g_{ij}}. Існує практичний інтерес випадок настільки слабкого гравітаційного поля, щоб нелінійностями можна було знехтувати і одержати наближене рівняння, яке близьке до класичного закону Всесвітнього тяжіння, але з релятивістськими поправками. Це наближене рівняння можна застосовувати в межах Сонячної системи і навіть при розгляді галактик — адже типові швидкості зірок в галактиках більш ніж у тисячу разів менші за швидкість світла.
Є ще одна причина розглянути лінеаризоване рівняння (1) - знайти константу {\displaystyle k} при тензорі енергії-імпульсу, яка залишилася невідомою при виводі рівняння Ейнштейна (1).

## Лінеаризація рівняння Ейнштейна

### Знаходження варіації тензора Річчі
Нехай ми маємо якийсь розподіл матерії в просторі (який задано компонентами тензора енергії-імпульсу {\displaystyle T_{ij}} як функціями координат). І нехай для цього (базового) розподілу рівняння (1) уже розв'язане, тобто відомий метричний тензор {\displaystyle g_{ij}}, а отже і тензор Рімана {\displaystyle R_{\;ijk}^{s}}. Поряд з цим базовим розподілом матерії {\displaystyle T_{ij}} розглянемо і дещо змінений розподіл {\displaystyle {\tilde {T}}_{ij}}:
{\displaystyle (2)\qquad {\tilde {T}}_{ij}=T_{ij}+\delta T_{ij}}
який відрізняється від базового на малу величину {\displaystyle \delta T_{ij}}. Звичайно, мализну цієї добавки ми визначаємо так, щоб в результаті розв'язку рівняння (1) з новим тензором {\displaystyle {\tilde {T}}_{ij}} ми одержали малу (порівняно з одиницею) зміну метричного тензора:
{\displaystyle (3)\qquad {\tilde {g}}_{ij}=g_{ij}+\delta g_{ij};\qquad {\big |}\delta g_{ij}{\big |}\ll 1}
Звичайно, за земними мірками тензор {\displaystyle \delta T_{ij}} може бути не таким вже й маленьким — наприклад планетою, зіркою, газовою туманністю, головне щоб зміна метричного тензора {\displaystyle \delta g_{ij}} була малою. Цю зміну {\displaystyle \delta g_{ij}} ми називатимемо варіацією, її ми і будемо шукати (базове рівняння вважається розв'язаним). Із варіації метричного тензора {\displaystyle \delta g_{ij}} можна досить легко одержати варіації символів Крістофеля {\displaystyle \delta \Gamma _{ij}^{s}} і тензора Рімана {\displaystyle R_{\;ijk}^{s}} (подробиці обчислень в статті Допоміжні інтеграли з варіаціями):
{\displaystyle (4)\qquad \delta \Gamma _{ij}^{s}={1 \over 2}g^{sp}\left(\nabla _{i}\delta g_{pj}+\nabla _{j}\delta g_{ip}-\nabla _{p}\delta g_{ij}\right)}
{\displaystyle (5)\qquad \delta R_{\;ijk}^{s}=\nabla _{j}\delta \Gamma _{ki}^{s}-\nabla _{k}\delta \Gamma _{ji}^{s}}
Для наших цілей треба обчислити в першу чергу варіацію тензора Річчі {\displaystyle \delta R_{ij}}. Згорнемо формулу (5) за індексами {\displaystyle (sj)} і підставимо сюди варіації символів Крістофеля {\displaystyle \delta \Gamma _{ij}^{s}} із формули (4). Зручно також домножити одержану формулу на два, щоб компенсувати коефіцієнт в правій частині (4):
{\displaystyle (6)\qquad 2\delta R_{ik}=2\nabla _{s}\left(\delta \Gamma _{ki}^{s}\right)-2\nabla _{k}\left(\delta \Gamma _{si}^{s}\right)=g^{sp}\nabla _{s}\left(\nabla _{k}\delta g_{pi}+\nabla _{i}\delta g_{kp}-\nabla _{p}\delta g_{ki}\right)-g^{sp}\nabla _{k}\left(\nabla _{s}\delta g_{pi}+\nabla _{i}\delta g_{sp}-\nabla _{p}\delta g_{si}\right)}
Звернемо увагу на перший і третій доданки в останніх дужках: {\displaystyle \nabla _{s}\delta g_{pi}} і {\displaystyle -\nabla _{p}\delta g_{si}}. Вони переходять один в другий (з відповідним знаком) при перестановці індексів {\displaystyle (p,s)}. Але вся ця дужка згортається із симетричним тензором {\displaystyle g^{ps}}, в результаті згортки ці два доданки взаємо-знищуюються, і ми одержуємо наступну формулу для варіації тензора Річчі (заодно перейменуємо заради естетики індекс {\displaystyle k} на {\displaystyle j}):
{\displaystyle (7)\qquad 2\delta R_{ij}=\nabla ^{p}\nabla _{j}\delta g_{pi}+\nabla ^{p}\nabla _{i}\delta g_{pj}-\left(g^{sp}\nabla _{s}\nabla _{p}\right)\delta g_{ij}-\nabla _{j}\nabla _{i}\left(g^{sp}\delta g_{sp}\right)}
Оператор в третьому доданку - це просто лапласіан {\displaystyle \nabla ^{2}} (оператор Лапласа — Бельтрамі). Останній доданок є симетричним по індексах {\displaystyle (ij)} як друга похідна скаляра:
{\displaystyle (8)\qquad \nabla _{j}\nabla _{i}\phi =\nabla _{j}\left(\partial _{i}\phi \right)=\partial _{i}\partial _{j}\phi -\Gamma _{ij}^{s}\partial _{s}\phi }
а перші два доданки переходять один в другий при перестановці індексів {\displaystyle (ij)}. Перепишемо формулу (7) ще раз:
{\displaystyle (9)\qquad 2\delta R_{ij}=\nabla ^{p}\nabla _{j}\delta g_{pi}+\nabla ^{p}\nabla _{i}\delta g_{pj}-\nabla ^{2}\delta g_{ij}-\nabla _{i}\nabla _{j}\left(g^{sp}\delta g_{sp}\right)}

### Лінійна заміна змінних
Формула (9) лінійна щодо невідомих варіацій метричного тензора {\displaystyle \delta g_{ij}}, але надто громіздка. Сюди входять різнородні другі похідні, до того ж компоненти невідомих {\displaystyle \delta g_{ij}} перемішані. Очевидно, ця ж неприємність залишиться, якщо ми будемо обчислювати варіацію від тензора Ейнштейна:
{\displaystyle (10)\qquad G_{ij}=R_{ij}-{R \over 2}g_{ij}}
Допомогти може лінійна заміна невідомих (ми діагоналізуємо лінійні рівняння). В загальному випадку ми вводимо нові невідомі - тензор {\displaystyle h_{ij}}, через який виражаються варіації метричного тензора:
{\displaystyle (11)\qquad \delta g_{ij}=a_{ij}^{kl}h_{kl}}
Що робити далі, підходи відрізняються для математика і фізика. Математик підставить (11) в лінеаризоване рівняння Ейнштейна, і шукатиме зв'язки на постійні коефіцієнти {\displaystyle a_{ij}^{kl}}, при яких лінеаризоване рівняння Ейнштейна спроститься. Фізик же може скористатися міркуваннями симетрії та інтуїцією, щоб відгадати вид найкращої заміни змінних. Дійсно, оскільки рівняння Ейнштейна тензорне, то і коефіцієнти (11) мають бути тензорами. Просто якийсь довільний тензор зі сторони може тільки ускладнити задачу. Тому розглянемо в першу чергу такі коефіцієнти {\displaystyle a_{ij}^{kl}}, які залежать тільки від метричного тензора {\displaystyle g_{ij}}. І навіть конкретніше, спробуємо заміну, аналогічну тому, як в формулі (10) тензор Ейнштейна {\displaystyle G_{ij}} залежить від тензора Річчі {\displaystyle R_{ij}}. Отже, нехай:
{\displaystyle (12)\qquad \delta g_{ij}=h_{ij}-{h \over 2}g_{ij};\qquad h=g^{ij}h_{ij}}
Ця заміна оборотна, і ми можемо виразити {\displaystyle h_{ij}} через {\displaystyle \delta g_{ij}}. Для цього знайдемо слід формули (12):
{\displaystyle (13)\qquad g^{ij}\delta g_{ij}=g^{ij}h_{ij}-{h \over 2}g^{ij}g_{ij}=h-2h=-h}
Тут ми скористалися формулою згортки метричного тензора (дивіться Прості обчислення диференціальної геометрії):
{\displaystyle (14)\qquad g^{ij}g_{ij}=4}
Із формул (12) і (13) знаходимо:
{\displaystyle (15)\qquad h_{ij}=\delta g_{ij}-{1 \over 2}\left(g^{ps}\delta g_{ps}\right)g_{ij}}
Підставимо заміну (12) і (13) в перший, другий і четвертий доданок формули (9). Одержуємо:
{\displaystyle (16)\qquad 2\delta R_{ij}=\nabla ^{p}\nabla _{j}h_{pi}-{g_{pi} \over 2}\nabla ^{p}\nabla _{j}h+\nabla ^{p}\nabla _{i}h_{pj}-{g_{pj} \over 2}\nabla ^{p}\nabla _{i}h-\nabla ^{2}\delta g_{ij}+\nabla _{i}\nabla _{j}h}
Очевидно, мішана похідна {\displaystyle \nabla _{i}\nabla _{j}h} скорочується, і ми одержуємо рівняння з трьома доданками:
{\displaystyle (17)\qquad 2\delta R_{ij}=\nabla ^{p}\nabla _{j}h_{pi}+\nabla ^{p}\nabla _{i}h_{pj}-\nabla ^{2}\delta g_{ij}}
Далі, придивимося уважніше до перших двох доданків формули (12). Ми можемо і їх обнулити, якщо дивергенція від {\displaystyle h_{ij}} дорівнюватиме нулю:
{\displaystyle (18)\qquad \nabla ^{j}h_{ij}=0}
Але чи можемо ми сподіватися на цю рівність? Відповідь ствердна, оскільки в компонент метричного тензора є чотири степені свободи, коли сам многовид чотиривимірного простору-часу і його метрика не змінюються, а міняється тільки система координат. Дійсно, нехай нові координати {\displaystyle {\hat {x}}^{i}} відрізняються від старих на малий вектор {\displaystyle v^{i}}:
{\displaystyle (19)\qquad {\hat {x}}^{i}=x^{i}+v^{i};\qquad {\partial {\hat {x}}^{i} \over \partial x^{j}}=\delta _{j}^{i}+{\partial v^{i} \over \partial x^{j}}}
Деяка точка {\displaystyle P} має координати {\displaystyle {\hat {x}}^{i}} в нових координатах і {\displaystyle x^{i}+v^{i}} в старих. Запишемо квадрат "відстані" від цієї точки до близької точки {\displaystyle P'} в нових і старих координатах:
{\displaystyle (20)\qquad ds^{2}={\hat {g}}_{ij}({\hat {x}})d{\hat {x}}^{i}d{\hat {x}}^{j}=g_{ij}(x+v)dx^{i}dx^{j}}
Тоді метричні тензори в цих системах координат відрізняються на величину:
{\displaystyle (21)\qquad \delta g'_{ij}={\hat {g}}_{ij}({\hat {x}})-g_{ij}(x)=-\left(\nabla _{i}v_{j}+\nabla _{j}v_{i}\right)}
Якщо ми до варіації {\displaystyle \delta g_{ij}} в формулі (15) додамо неістотний доданок (21) і візьмемо дивергенцію, то матимемо рівняння для вектора {\displaystyle v^{i}} (чотири диференціальні рівняння з чотирма невідомими):
{\displaystyle (22)\qquad 0=\nabla ^{j}h_{ij}=\nabla ^{j}\left(\delta g_{ij}-{1 \over 2}\left(g^{ps}\delta g_{ps}\right)g_{ij}\right)-\nabla ^{j}\left(\nabla _{i}v_{j}+\nabla _{j}v_{i}\right)+{1 \over 2}\nabla _{i}(2\nabla ^{s}v_{s})}
Припустмо, що ці рівняння розв'язуються, тоді при варіації метрики {\displaystyle \delta g_{ij}} ми синхронно змінюємо систему координаттаким чином, щоб лінеаризоване рівняння Ейнштейна було найпростішим.
Маючи рівність (18), обчислимо перший доданок (17), записуючи дію комутатора коваріантних похідних на тензор {\displaystyle h_{ij}} через суму згорток (за кожним з двох індексів) цього тензора з тензором Рімана:
{\displaystyle (23)\qquad \nabla ^{p}\nabla _{j}h_{pi}=\left[\nabla ^{p}\nabla _{j}\right]h_{pi}=-R_{j}^{s}h_{si}-R_{sipj}h^{sp}}
тоді формула (17) запишеться так:
{\displaystyle (24)\qquad 2\delta R_{ij}=-\nabla ^{2}g_{ij}-\left(R_{i}^{s}h_{sj}+R_{j}^{s}h_{si}\right)-2R_{sipj}h^{sp}}
У цій формулі ми перенесли доданки з кривиною на кінець, оскільки вони звичайно малі у порівнянні з першим доданком. Їх треба враховувати хіба що в задачі визначення траєкторії руху гравітаційні хвилі в гравітаційному полі.
Якщо ми візьмемо за базовий розв'язок плоский простір без матерії:
{\displaystyle (25)\qquad T_{ij}=0;\qquad R_{\;ijk}^{s}=0}
то одержимо досить просту формулу для варіації тензора Річчі:
{\displaystyle (26)\qquad \delta R_{ij}=-{1 \over 2}\nabla ^{2}\delta g_{ij}}

### Завершення виводу лінеаризованого рівняння
Маючи варіацію тензора Річчі (26), і умову {\displaystyle R_{ijkl}=0}, знайдемо спочатку варіацію скалярної кривини:
{\displaystyle (27)\qquad \delta R=\delta \left(g^{ij}R_{ij}\right)=g^{ij}\delta R_{ij}={1 \over 2}\nabla ^{2}h}
Далі шукаємо варіацію тензора Ейнштейна:
{\displaystyle (28)\qquad \delta G_{ij}=\delta R_{ij}-{1 \over 2}\delta \left(g_{ij}R\right)=-{1 \over 2}\nabla ^{2}\delta g_{ij}-{1 \over 2}g_{ij}\left({1 \over 2}\nabla ^{2}h\right)=-{1 \over 2}\nabla ^{2}\left(\delta g_{ij}+{h \over 2}g_{ij}\right)=-{1 \over 2}\nabla ^{2}h_{ij}}
Таким чином, лінеаризоване рівняння Ейнштейна має такий вигляд:
{\displaystyle (29)\qquad -{1 \over 2}\nabla ^{2}h_{ij}=kT_{ij}}

## Порівняння з формулами для класичної теорії Всесвітнього тяжіння
Нехай ми маємо статичний розподіл мас у тривимірному просторі:
{\displaystyle (30)\qquad \rho =\rho (x,y,z)}
Тензор енергії-імпульсу приблизно матиме такий вигляд:
{\displaystyle (31)\qquad (T_{ij})={\begin{bmatrix}\rho c^{2}&0&0&0\\0&0&0&0\\0&0&0&0\\0&0&0&0\end{bmatrix}}}
оскільки тензор напруг речовини {\displaystyle \sigma _{ij}} набагато менший за величиною за енергію спокою {\displaystyle \rho c^{2}}, і ним можна знехтувати.
Система рівнянь (29) є діагональною в декартовій системі координат, і розпадається на 16 незалежних рівнянь, по одному на кожну компоненту {\displaystyle h_{ij}}. Маючи на увазі (31), тільки одне з цих рівнянь має ненульову праву частину:
{\displaystyle (32)\qquad -{1 \over 2}\nabla ^{2}h_{00}=kc^{2}\rho }
Решту п'ятнадцять рівнянь легко розв'язати, вибравши нульовий розв'язок: {\displaystyle h_{ij}=0} коли індекси не дорівнюють нулю одночасно. Тепер матриця шуканого тензора {\displaystyle h_{ij}} матиме вигляд, аналогічний до (31):
{\displaystyle (33)\qquad (h_{ij})={\begin{bmatrix}h_{00}&0&0&0\\0&0&0&0\\0&0&0&0\\0&0&0&0\end{bmatrix}}}
Для рівняння (32), з огляду на (30), можна шукати статичний розв'язок:
{\displaystyle (34)\qquad h_{00}=h_{00}(x,y,z)}
Для цього нам досить пересвідчитися, що система чотирьох рівнянь (18) автоматично задовольняється. Нетривіальне рівняння маємо лише одне із чотирьох, коли {\displaystyle i=0}:
{\displaystyle (35)\qquad \nabla ^{j}h_{0j}=\partial _{0}h_{00}-\partial _{1}h_{01}-\partial _{2}h_{02}-\partial _{3}h_{03}=0}
Перший доданок перетворюється в нуль, оскільки згідно з (34) {\displaystyle h_{00}} не залежить від часу. Решта доданків дорівнюють нулю оскільки {\displaystyle h_{0i}=0} в матриці (33).
Чотиривимірний оператор Лапласа в формулі (32) в декартовій системі координат записується як даламберіан:
{\displaystyle (36)\qquad \nabla ^{2}=\Box ={\partial ^{2} \over \left(\partial x^{0}\right)^{2}}-\Delta }
де грецькою буквою {\displaystyle \Delta } позначено тривимірний оператор Лапласа:
{\displaystyle (37)\qquad \Delta ={\partial ^{2} \over \partial x^{2}}+{\partial ^{2} \over \partial y^{2}}+{\partial ^{2} \over \partial z^{2}}}
Оскільки похідна по часовій змінній {\displaystyle x^{0}} від функції (34) дорівнює нулю, то формулу (32) ми можемо записати виключно в тривимірних координатах:
{\displaystyle (38)\qquad {1 \over 2}\Delta h_{00}=kc^{2}\rho }
Тепер ми можемо порівняти формулу (38) з класичною формулою для гравітаційного потенціалу {\displaystyle \phi }:
{\displaystyle (39)\qquad \Delta \phi =4\pi G\rho }
Величина {\displaystyle h_{00}} і гравітаційний потенціал {\displaystyle \phi } пов'язані між собою через часову компонету метричного тензора:
{\displaystyle (40)\qquad {\tilde {g}}_{00}=1+{2\phi  \over c^{2}}}
{\displaystyle (41)\qquad {\tilde {g}}_{00}=g_{00}+h_{00}-{h \over 2}g_{00}=1+{h_{00} \over 2};\qquad \left(h=g^{ij}h_{ij}=h_{00}\right)}
звідки отримуємо:
{\displaystyle (42)\qquad {2 \over c^{2}}\phi ={1 \over 2}h_{00}}
Взявши тривимірний лапласіан {\displaystyle \Delta } від правої і лівої частин рівняння (42), легко знаходимо невідомий раніше коефіцієнт {\displaystyle k} рівняння Ейнштейна:
{\displaystyle (43)\qquad {2 \over c^{2}}4\pi G\rho =kc^{2}\rho }
{\displaystyle (44)\qquad k={8\pi G \over c^{4}}}

## Деформація метрики в слабкому гравітаційному полі
Формули (42) і (33) дають змогу записати тензор {\displaystyle h_{ij}} через гравітаційний потенціал:
{\displaystyle (45)\qquad h_{00}={4\phi  \over c^{2}};\qquad h_{ij}=0\;{\mbox{ if }}(ij)\neq {00}}
Із формули (12) знаходимо компоненти метричного тензора:
{\displaystyle (46)\qquad g_{00}=g_{00}+h_{00}-{h_{00} \over 2}g_{00}=1+{h_{00} \over 2}=1+{2\phi  \over c^{2}}}
{\displaystyle \qquad {\tilde {g}}_{ii}=g_{ii}+h_{ii}-{h_{00} \over 2}g_{ii}=-1+0-{2\phi  \over c^{2}}(-1)=-1+{2\phi  \over c^{2}};\qquad i=\{1,2,3\}}
{\displaystyle \qquad {\tilde {g}}_{ij}=g_{ij}+h_{ij}-{h_{00} \over 2}g_{ij}=0+0-0=0;\qquad i\neq j}
Ці формули ми можемо записати у вигляді матриці:
{\displaystyle (47)\qquad ({\tilde {g}}_{ij})={\begin{bmatrix}1+{2\phi  \over c^{2}}&0&0&0\\0&-1+{2\phi  \over c^{2}}&0&0\\0&0&-1+{2\phi  \over c^{2}}&0\\0&0&0&-1+{2\phi  \over c^{2}}\end{bmatrix}}}
Оскільки гравітаційний потенціал від'ємний, то з формули (47) слідує, що під дією сили тяжіння плин часу уповільнюється:
{\displaystyle (48)\qquad {\tilde {g}}_{00}<1}
а простір в такій же пропорції розтягується:
{\displaystyle (49)\qquad {\big |}{\tilde {g}}_{ii}{\big |}>1}

## Теоретичні наслідки лінеаризованого рівняння Ейнштейна
Із рівняння (29) можна вивести, аналогічно запізнюючим потенціалам в електродинаміці, що гравітаційне поле поширюється не миттєво, а зі швидкістю світла. Більше того, можна одержати рівняння для гравітаційних хвиль.
Є ще один цікавий ефект - породження аналога сили Коріоліса внаслідок обертання мас. Тобто, наприклад площина коливань маятника Фуко на полюсі Землі не буде фіксованою щодо віддалених зірок, а повільно обертатиметься (дивіться статтю Обертання інерційної системи відліку). 
Описані вище ефекти дуже малі і не підтверджені експериментально. Такі експерименти можуть підтвердити або спростувати загальну теорію відносності.